# Pungitius pungitius
Pungitius pungitius е вид лъчеперка от семейство Gasterosteidae. Видът не е застрашен от изчезване.

## Разпространение
Разпространен е в Беларус, Белгия, Великобритания, Германия, Гренландия, Дания, Естония, Канада, Китай, Латвия, Молдова, Нидерландия, Норвегия, Полша, Русия (Курилски острови), САЩ, Северна Корея, Финландия, Франция, Швеция, Южна Корея и Япония.